# Pirgomòrfids
Els pirgomòrfids (Pyrgomorphidae) són una família d'ortòpters celífers el cap dels quals té forma semblant a un con. Es distribueixen per Àfrica, Austràlia i Amèrica.

## Característiques
La longitud del cos oscil·la entre 60 i 72 mm. S'identifiquen pels seus colors brillants que serveixen per dissuadir als enemics. La majoria s'alimenta de fulles.

## Gèneres
Subfamília Orthacridinae
- Acanthopyrgus
- Acropyrgus
- Ambositracris
- Brunniella
- Buergersius
- Burmorthacris
- Calamacris
- Caprorhinus
- Colemania
- Chapmanacris
- Dyscolorhinus
- Fijipyrgus
- Fusiacris
- Geloius
- Gymnohippus
- Ichthiacris
- Kapaoria
- Kuantania
- Malagasphena
- Megra
- Megradina
- Meubelia
- Mitricephala
- Mitricephaloides
- Modernacris
- Neorthacris
- Nerenia
- Nilgiracris
- Noonacris
- Orthacris
- Paratarbaleus
- Parorthacris
- Philippyrgus
- Popovia
- Pseudogeloius
- Pseudosphena
- Pyrgohippus
- Rakwana
- Ramakrishnaia
- Sagittacris
- Sphenacris
- Spinacris
- Tarbaleopsis
- Uhagonia
- Verdulia
- Vittisphena

Subfamília Pyrgomorphinae
- Algete
- Annandalea
- Apodesmoptera
- Arbusculina
- Atractomorpha
- Aularches
- Buyssoniella
- Caconda
- Camoensia
- Cawendia
- Chlorizeina
- Chrotogonus
- Deraspiella
- Desmoptera
- Desmopterella
- Dictyophorus
- Doriaella
- Eilenbergia
- Feacris
- Geloiodina
- Greyacris
- Humpatella
- Ichthyotettix
- Jaragua
- Katangacris
- Loveridgacris
- Marsabitacris
- Maura
- Megalopyrga
- Mekongiana
- Mekongiella
- Menesesia
- Menesesiella
- Minorissa
- Monistria
- Occidentosphena
- Ochrophlebia
- Omura
- Paradoriaella
- Paramekongiella
- Parapetasia
- Paraphymateus
- Parasphenina
- Parastria
- Petasida
- Phymateus
- Physemophorus
- Phyteumas
- Pileolum
- Piscacris
- Poekilocerus
- Propsednura
- Prosphena
- Psedna
- Psednura
- Psednura musgravei
- Psednura pedestris
- Pseudomorphacris
- Pseudorubellia
- Pterorthacris
- Pyrgomorphina
- Pyrgotettix
- Rubellia
- Rutidoderes
- Scutillya
- Schulthessia
- Shoacris
- Sphenarium
- Sphenexia
- Sphenotettix
- Stenoxyphellus
- Stenoxyphula
- Stenoxyphus
- Stibarosterna
- Tagasta
- Tapharonata
- Taphronota
- Tenuitarsus
- Xenephias
- Xiphipyrgus
- Yeelana
- Yunnanites
- Zonocerus